# Догтаун (Каліфорнія)
Догтаун (англ. Dogtown) — переписна місцевість (CDP) в США, в окрузі Сан-Хоакін штату Каліфорнія. Населення — 2516 осіб (2020).

## Географія
Догтаун розташований за координатами 38°12′31″ пн. ш. 121°9′17″ зх. д. / 38.20861° пн. ш. 121.15472° зх. д. (38.208667, -121.154809).  За даними Бюро перепису населення США в 2010 році переписна місцевість мала площу 33,64 км², з яких 33,58 км² — суходіл та 0,06 км² — водойми.

## Демографія
Згідно з переписом 2010 року, у переписній місцевості мешкало 2506 осіб у 849 домогосподарствах у складі 689 родин. Густота населення становила 74 особи/км².  Було 924 помешкання (27/км²).
Расовий склад населення:
| - 81,4 % — білих - 2,3 % — азіатів - 0,9 % — корінних американців - 0,6 % — чорних або афроамериканців - 0,1 % — вихідців з тихоокеанських островів - 10,1 % — осіб інших рас |

До двох чи більше рас належало 4,6 %. Частка іспаномовних становила 25,5 % від усіх жителів.
За віковим діапазоном населення розподілялося таким чином: 24,7 % — особи молодші 18 років, 61,1 % — особи у віці 18—64 років, 14,2 % — особи у віці 65 років та старші. Медіана віку мешканця становила 42,9 року. На 100 осіб жіночої статі у переписній місцевості припадало 102,9 чоловіків;  на 100 жінок у віці від 18 років та старших — 104,8 чоловіків також старших 18 років.
Середній дохід на одне домашнє господарство  становив 90 456 доларів США (медіана — 73 333), а середній дохід на одну сім'ю — 103 712 долари (медіана — 100 100). Медіана доходів становила 54 688 доларів для чоловіків та 39 038 доларів для жінок. За межею бідності перебувало 7,5 % осіб, у тому числі 6,1 % дітей у віці до 18 років та 2,8 % осіб у віці 65 років та старших.
Цивільне працевлаштоване населення становило 920 осіб. Основні галузі зайнятості: освіта, охорона здоров'я та соціальна допомога — 26,3 %, сільське господарство, лісництво, риболовля — 11,3 %, будівництво — 11,2 %.